# 24-я гвардейская танковая бригада
24-я  гвардейская танковая Пражская орденов Суворова и Богдана Хмельницкого бригада — танковая бригада Красной армии в годы Великой Отечественной войны.
Сокращённое наименование — 24 гв. тбр.

## Формирование и организация
24-я гвардейская танковая бригада сформирована Директивой НКО № УФ2/425 от 02.03.1943 г. на базе 52-го гвардейского танкового полка в начале в д. Колодезной Тарасовского района Ворошиловоградской области в период с 14 по 24 марта 1943 г. Закончила свое формирование в районе д. Янки Евдокимовского района Воронежской области в составе 5-го гвардейского  механизированного корпуса  5-й гвардейской  танковой армии  Степного военного округа, находящегося в резерве Ставки ВГК.
В июле 1945 г. переформирована в 24-й гвардейский  танковый полк (в/ч № 73842) 5-й гвардейской  механизированной дивизии.

## Боевой и численный состав
Сформирована по штатам №№ 010/270-010/277 от 31.07.1942:
- Управление бригады [штат № 010/270]
- 1-й отд. танковый батальон [штат № 010/271]
- 2-й отд. танковый батальон [штат № 010/272]
- Мотострелково-пулеметный батальон [штат № 010/273]
- Истребительно-противотанковая батарея [штат № 010/274]
- Рота управления [штат № 010/275]
- Рота технического обеспечения [штат № 010/276]
- Медико-санитарный взвод [штат № 010/277]

Директивой ГШ КА № орг/3/308616 от 17.05.1944 г. переведена на штаты №№ 010/500-010/506:
- Управление бригады [штат № 010/500]
- 1-й отд. танковый батальон [штат № 010/501]
- 2-й отд. танковый батальон [штат № 010/501]
- 3-й отд. танковый батальон [штат № 010/501]
- Моторизованный батальон автоматчиков [штат № 010/502]
- Зенитно-пулеметная рота [штат № 010/503]
- Рота управления [штат № 010/504]
- Рота технического обеспечения [штат № 010/505]
- Медсанвзвод [штат № 010/506]

## Подчинение
Периоды вхождения в состав Действующей армии:
- с 10.07.1943 по 09.09.1943 года.
- с 07.10.1943 по 05.05.1944 года.
- с 06.02.1945 по 11.05.1945 года.

| Дата            | Фронт (округ)          | Армия                          | Корпус                                  | Дивизия | Бригада | Примечания |
| --------------- | ---------------------- | ------------------------------ | --------------------------------------- | ------- | ------- | ---------- |
| 01.04.1943 года | РВГК                   | 5-я гвардейская танковая армия | 5-й гвардейский механизированный корпус |         |         |            |
| 01.05.1943 года | Степной военный округ  | 5-я гвардейская танковая армия | 5-й гвардейский механизированный корпус |         |         |            |
| 01.06.1943 года | Степной военный округ  | 5-я гвардейская танковая армия | 5-й гвардейский механизированный корпус |         |         |            |
| 01.07.1943 года | Степной военный округ  | 5-я гвардейская танковая армия | 5-й гвардейский механизированный корпус |         |         |            |
| 01.08.1943 года | Воронежский фронт      | 5-я гвардейская танковая армия | 5-й гвардейский механизированный корпус |         |         |            |
| 01.09.1943 года | Степной фронт          | 5-я гвардейская танковая армия | 5-й гвардейский механизированный корпус |         |         |            |
| 01.10.1943 года | РВГК                   | 5-я гвардейская танковая армия | 5-й гвардейский механизированный корпус |         |         |            |
| 01.11.1943 года | 2-й Украинский фронт   | 5-я гвардейская танковая армия | 5-й гвардейский механизированный корпус |         |         |            |
| 01.12.1943 года | 2-й Украинский фронт   | 5-я гвардейская танковая армия | 5-й гвардейский механизированный корпус |         |         |            |
| 01.01.1944 года | 2-й Украинский фронт   | 5-я гвардейская танковая армия | 5-й гвардейский механизированный корпус |         |         |            |
| 01.02.1944 года | 2-й Украинский фронт   | 5-я гвардейская танковая армия | 5-й гвардейский механизированный корпус |         |         |            |
| 01.03.1944 года | 2-й Украинский фронт   | 5-я гвардейская танковая армия | 5-й гвардейский механизированный корпус |         |         |            |
| 01.04.1944 года | 2-й Украинский фронт   | 5-я гвардейская танковая армия | 5-й гвардейский механизированный корпус |         |         |            |
| 01.05.1944 года | 2-й Украинский фронт   | 5-я гвардейская танковая армия | 5-й гвардейский механизированный корпус |         |         |            |
| 01.06.1944 года | 2-й Украинский фронт   | 5-я гвардейская танковая армия | 5-й гвардейский механизированный корпус |         |         |            |
| 01.07.1944 года | РВГК                   |                                | 5-й гвардейский механизированный корпус |         |         |            |
| 01.08.1944 года | РВГК                   |                                | 5-й гвардейский механизированный корпус |         |         |            |
| 01.09.1944 года | РВГК                   |                                | 5-й гвардейский механизированный корпус |         |         |            |
| 01.10.1944 года | РВГК                   |                                | 5-й гвардейский механизированный корпус |         |         |            |
| 01.11.1944 года | РВГК                   |                                | 5-й гвардейский механизированный корпус |         |         |            |
| 01.12.1944 года | РВГК                   |                                | 5-й гвардейский механизированный корпус |         |         |            |
| 01.01.1945 года | Одесский военный округ |                                | 5-й гвардейский механизированный корпус |         |         |            |
| 01.02.1945 года | РВГК                   |                                | 5-й гвардейский механизированный корпус |         |         |            |
| 01.03.1945 года | 4-й Украинский фронт   |                                | 5-й гвардейский механизированный корпус |         |         |            |
| 01.04.1945 года | 4-й Украинский фронт   | 4-я гвардейская танковая армия | 5-й гвардейский механизированный корпус |         |         |            |
| 01.05.1945 года | 4-й Украинский фронт   | 4-я гвардейская танковая армия | 5-й гвардейский механизированный корпус |         |         |            |

## Командиры

### Командиры бригады
- Карпов Валентин Петрович, ид, подполковник, 01.03.1943 - 22.05.1943 года.[1]
- Карпов Валентин Петрович, подполковник, 22.05.1943 - 30.07.1943 года.
- Акулович Трофим Алексеевич, полковник (убит 07.09.1943), 30.07.1943 - 12.08.1943 года.[2]
- Карпов Валентин Петрович, подполковник (убыл на учебу), 12.08.1943 - 23.09.1943 года.
- Буслаев Василий Никитович, полковник, 24.09.1943 - 01.11.1943 года.[3]
- Рязанцев Вениамин Павлович, полковник,  ид, 02.11.1943 - 25.04.1944 года.
- Рязанцев Вениамин Павлович, полковник, 25.04.1944 - 00.06.1945 года.[4]

### Заместитель командира бригады по строевой части
- Манилис Моисей Илларионович, полковник, 00.10.1943 - 00.03.1945 года.

### Начальники штаба бригады
- Горенков Василий Тимофеевич, майор, 00.03.1943 - 26.04.1943 года.[5]
- Индейкин Анатолий Михайлович, майор, 26.04.1943 - 05.08.1943 года.[6]
- Матирка Иван Данилович, подполковник, 00.09.1943 - 00.12.1943 года.[7]
- Кроль Григорий Никитович, подполковник, 00.12.1943 - 00.01.1944 года.[8]
- Панов Семён Андреевич, подполковник, 00.01.1944 - 00.01.1945 года.[9]
- Сербиченко Александр Николаевич, майор, 00.01.1945 - 10.06.1945 года.[10]

### Начальник политотдела, заместитель командира по политической части
- Наумец П. А., майор, 00.03.1943 - 12.04.1943 года.
- Курочка Иван Петрович, майор, 12.04.1943 - 10.09.1943 года.[11]
- Замотаев Василий Павлович, подполковник, 10.09.1943 - 18.11.1943 года.[12]
- Орлов Николай Васильевич, подполковник, 18.11.1943 - 11.08.1945 года.

## Боевой путь

### 1943
С 12 августа бригада участвовала в Белгородско-Харьковской операции
В составе войск Степного (с 20 октября – 2-й Украинский) фронта участвовала в боях по расширению плацдарма на р. Днепр юго-восточнее г. Кременчуг.
В ноябре – декабре 1943 г. с бригада находилась в окружении в районе Пятихатки Кировоградской обл.

### 1944
С января 1944 г. бригада участвовала в Кировоградской, Корсунь-Шевченковской и Уманско-Ботошанской операциях

### 1945
С начала июня 1944 г. до марта 1945 г. бригада находилась в резерве Ставки ВГК, с апреля воевала в составе 4-й гв. танковой армии 1-го Украинского фронта. Участвовала в Берлинской и Пражской операциях.

## Отличившиеся воины
Герои Советского Союза:
| Награда | Ф.И.О                        | Должность       | Звание                    | Дата награждения                                           | Примечания |
| ------- | ---------------------------- | --------------- | ------------------------- | ---------------------------------------------------------- | ---------- |
|         | Татаринов, Леонид Михайлович | командир танка. | гвардии лейтенант         | Указ Президиума Верховного Совета СССР от 22.02.1944 года. |            |
|         | Хазипов, Назип Хазипович     | командир танка. | гвардии младший лейтенант | Указ Президиума Верховного Совета СССР от 27.06.1945 года. |            |

## Награды и наименования
| Награда, наименование                        | Документ о награждении                | За что получена |
| -------------------------------------------- | ------------------------------------- | --- |
| Почётное звание «Гвардейская»                |                                       | Присвоено Приказом Народного комиссара обороны СССР за проявленную отвагу в боях за Отечество с немецкими захватчиками, за стойкость, мужество, дисциплину и организованность, за героизм личного состава.                                                                               |
| Почётное наименование «Пражская»             |                                       | Присвоено Приказом Народного комиссара обороны СССР за проявленную отвагу в боях за Отечество с немецкими захватчиками, за стойкость, мужество, дисциплину и организованность, за героизм личного состава при освобождении города Прага.                                                 |
| Орден Суворова II степени                    | Указ Президиума ВС СССР от 26.04.1945 | За образцовое выполнение заданий командования в боях с немецкими захватчиками при овладении городами Ратибор, Бискау и проявленные при этом доблесть и мужество. |
| Орден Богдана Хмельницкого (СССР) II степени | Указ Президиума ВС СССР от 28.05.1945 | За образцовое выполнение заданий командования в боях при прорыве обороны немцев на реке Нейссе и овладении городами Коттбус, Люббен, Цоссен, Беелитц, Лукенвальде, Тройенбритцен, Цана, Мариенфельде, Треббин, Рангсдорф, Дидерсдорф, Кельтов и проявленные при этом доблесть и мужество |